# Song Ki-wŏn
Song Ki-wŏn (* 1. Juli 1947 in Posŏng, Chŏllanam-do; † 31. Juli 2024) war ein südkoreanischer Schriftsteller und Lyriker.

## Leben
Song Ki-wŏn wurde am 1. Juli 1947 in Posŏng, Chŏllanam-do geboren. Während seiner Zeit in der Oberstufe wurde sein Gedicht Blumenbeet (꽃밭) für einen landesweiten Literaturwettbewerb für Oberschüler ausgewählt, der von der Korea University gesponsert worden war. Zwei weitere seiner Gedichte wurden im folgenden Jahr für ähnliche Wettbewerbe ausgewählt. 1968 begann er sein Studium an der Sorabol Akademie für Kunst. 1980 war er in den Zwischenfall um die „Kim-Dae-jung-Rebellionsverschwörung“ (김대중 내란 음모 사건) verwickelt, weswegen er eine dreijährige Haftstrafe absitzen musste. 1986 wurde er erneut inhaftiert wegen der Probleme, die durch die Veröffentlichung des Magazins Minjung-Bildung (민중교육) entstanden. In den 1980er Jahren nahm er aktiv an der Demokratiebewegung teil und verfasste währenddessen eine Gedichtsammlung und Sammelbände mit Kurzgeschichten.
Seine Serie von Gedichten In Wolmulli (월문리에서), die er am Anfang seiner Karriere verfasste, bestätigt den großen Unterschied zwischen Bauern und Intellektuellen und versucht die versteckte Weisheit im Leben Ersterer aufzudecken. Aus der Sicht eines beobachtenden Ich-Erzählers stellt der Autor die sozialen Umstände der Bauern dar und betont, dass Arbeit eine vermittelnde Tätigkeit zwischen Menschen und Natur ist. Damit verweist er auf die Macht, die der ländliche Raum hat, und untersucht die verschiedenen Möglichkeiten einer Verbindung zwischen Intellektuellen und Bauern.
In seinem Werk In Wolmulli 4 (월문리에서 4) gibt es eine Szene, in der ein alter Mann aus dem Norden Koreas, der selbst kein Interesse an Politik zeigte, als die ganze Nation lautstark die Zusammenführung der infolge des Koreakrieges auseinandergerissenen Familien forderte, sich plötzlich auf die Suche nach seinem jüngeren Bruder macht. Diese letzte Szene ist vor allem deswegen beeindruckend, da sie eindrucksvoll das Leben der Bauern und deren Weisheit darstellt.
Songs neuestes Werk Ich laufe zu dir, also komm du zu mir (너에게 가마 나에게 오라) spielt auf einem Marktplatz und stellt die großen Mühen der einfachen Leute dar, die nach Liebe und Hoffnung streben. Obwohl ihre Leben von Verzweiflung, Irrsinn und Gewalt geprägt sind, beschreibt der Autor ihr korruptes Verhalten nicht als Folge ihrer korrupten Natur, sondern als Resultat der sie umgebenden Trostlosigkeit. Songs schriftstellerischer Stil stellt hier besonders effektiv dar, dass dem grotesken Leben der Menschen eine schimmernde, gespenstische Schönheit innewohnt.

## Arbeiten

### Koreanisch

#### Romane
- 열아홉 살의 시 Die Geschichte, die ich mit 19 Jahren schrieb (1977)
- 월행 Wŏlhaeng (1979)
- 다시 월문리에서 Wieder in Wŏlmulli (1984)

#### Gedichtsammlungen
- 그대 언 살이 터져 시가 빛날 때 Wenn dein gefrorenes Fleisch zersplittert und die Gedichte aufleuchten (1984)
- 마음속 붉은 꽃잎 Rote Blütenblätter in meinem Herzen (1990)

### Übersetzungen

#### Deutsch
- Meditation über Frauen, Pendragon (2009) ISBN 978-3-86532-150-3
- Menschenduft, Pendragon (2006) ISBN 978-3-86532-038-4[5]

#### Englisch
- A Journey under the Moonlight, in Bi-lingual Edition Modern Korean Literature, Volume 39, Asia Publishers (2013) ISBN 978-8994006024

## Auszeichnungen
- 2003 – 제06회 김동리문학상 (Kim Tong-ni Literaturpreis)
- 2003 – 제11회 대산문학상 (Taesan Literaturpreis)
- 2001 – 제09회 오영수문학상 (O Yŏng-su Literaturpreis)
- 1993 – 제24회 동인문학상 (Tongin-Literaturpreis)